# Moncho Reboiras
Xosé Ramón Reboiras Noia, més conegut com Moncho Reboiras (Dodro, 19 de gener de 1950 - Ferrol, 11 d'agost de 1975) fou un sindicalista, polític nacionalista gallec i opositor a la dictadura franquista.

## Trajectòria
Va néixer a la parròquia d'Imo, en el municipi corunyès de Dodro, en una família humil que va haver d'emigrar a la ciutat a la recerca de millors condicions de vida. A Vigo, i mentre el pare treballava, Moncho estudiava batxillerat i atenia els clients en el Bar Noia que la família va aconseguir establir amb els estalvis, a més d'un breu període de treball a la construcció quan tenia 15 anys.
A poc a poc va anar prenent una consciència política nacionalista en reacció al franquisme i identificant com a opressió nacional de Galícia el baix nivell econòmic en el camp, explotació, conflicte lingüístic... Es matricula més tard a la Facultat d'Enginyeria Industrial de Vigo, on obté bones notes. Allí ocupa un paper molt actiu en les reivindicacions dels estudiants en aquells anys, així com en la defensa de la cultura gallega i la reivindicació nacionalista. Va ser un dels fundadors de la revista Des...tornillol', que va tenir un gran paper de propaganda nacionalista. Formen també parteix del grup cultural O Castro, que aborda —dintre de les limitacions d'aquell temps— les reivindicacions nacionalistes gallegues i el problema nacional gallec. El 1969 ingressa a la Unió del Poble Gallec (UPG). Finalitzada la carrera, la Facultat li concedeix una beca per a fer un treball d'especialització a Drassanes Barreres, i conviu així amb els treballadors, i on coneixerà les difícils condicions laborals dels obrers. Ho aprofita per a estudiar a fons els mecanismes emprats per la classe patronal, i la forma de combatre-la.
Per aquesta època, el 1972, té lloc la Vaga de Setembre, i Moncho hi tindrà un paper important com a organitzador i combatent. Perduda la beca per aquesta raó, es dedica a la lluita política. Treballa a Álvarez de Vigo, i ho ha de deixar per raons de salut. Es muda llavors a Ferrol, on treballa a Astano, i posteriorment a la Corunya, on s'empra com a obrer en el complex fabril d'Intelsa. Durant aquesta època, Moncho es dedica, en nom d'UPG, a l'organització de la Fronte Cultural Galega. És en gran part el responsable que el Front Cultural arribés a la rellevància que va tenir en aquella època i del paper que aquesta va ocupar en el panorama cultural de Galícia. Per primera vegada existia una coordinació efectiva entre la majoria de les associacions culturals de Galícia amb la Fronte Cultural com a òrgan de comunicació social. Per aquesta època, en els anys 1973 i 1974, Moncho era un dels organitzadors dels grups sindicals gallecs. Promou el boicot a les eleccions per al sindicat vertical el 1974, campanya que va servir també per al llançament del Sindicato Obreiro Galego (SOG), el qual, amb la Unión de Traballadores do Ensino de Galicia (UTEG) ja constituïda, conformarien en poc temps la Intersindical Galega, que va ser un antecessor llunyà de l'actual Confederación Intersindical Galega (CIG).
Va ser també l'ànima del grup de la Corunya que, al voltant de l'òrgan de comunicació social Xerme, ocupa un paper fonamental per a la creació d'un sindicalisme específicament gallec. Xerme, de qualitat periodística reconeguda, crearà un nou estil en l'àmbit de la premsa obrera a Galícia. Moncho va ser també, com a membre del Comitè Central i del Comitè Executiu de la UPG, un dels artífexs del que UPG comença a ésser a partir de 1972: una organització proletària que, tenint com ideologia el marxisme-leninisme, va ser un dels motors del moviment nacionalista gallec. Va participar, dintre de la línia política definida per UPG, en un grup dedicat a dotar el partit d'infrastrutures logístiques, amb accions pròpies de la clandestinitat i enfront d'un estat dictatorial. Trobant-se a Ferrol, on es trobava per a organitzar UPG, la Brigada Político Social (BPS) establix la nit de l'11 d'agost de 1975 un control a la zona de Canido. A les dues del matí nombrosos efectius de la BPS, acompanyats de més de 300 agents de la Policia Armada, van acordonar l'edifici on es trobava amb dos militants més, que gràcies a la intervenció de Reboiras —l'únic que estava armat— van assolir fugir. Reboiras assoleix desfer-se de la policia durant més de dues hores, però aconsegueixen finalment acorralar-lo en el portal del carrer da Terra (on se li fa tots els anys un homenatge), i el cusen a tirs, un d'ells en el clatell, segons informació mèdica. A partir d'aquest moment es desplega un ampli operatiu a tot Galícia que produïx la detenció de diversos militants nacionalistes i l'exili a Portugal (on havia triomfat la Revolució dels Clavells l'abril de 1974) d'un gran nombre de membres d'UPG.

## Querella judicial de la família
El 2023, la família de Reboiras presentà una demanda per l'assassinat, però la jutgessa encarregada del cas decretà el sobreseïment de la querella perquè existia un impediment legal per la Llei d'Amnistia espanyola de 1977 i la prescripció de tota pretensió.

## Reconeixements
El 2012 l'Ajuntament de Culleredo li dedicà un carrer.
El 8 d'agost de 2020 s'estrenà el documental biogràfic Reboiras. Acción e corazón, escrit i dirigit per Alberte Mera.